# Torre del Capet
La Torre del Capet és una obra de Pratdip (Baix Camp) declarada Bé Cultural d'Interès Nacional.

## Descripció
Torre de defensa quadrada feta de maçoneria amb carreus als angles. Conserva alguns merlets i un matacà a la part superior. A sota s'obre l'antic portal que donava accés al poble, d'arc de mig punt.

## Història
"Sobreeixint de l'antic clos, l'escampall de cases feu altres contorns al petit pujol i serpentejà abaltit vers el Pla de la Creu. Hom encara anomena Cases Noves les de la banda de la font i del carrer d'Allà, les quals inicien un aïllament al peu del castell, per la banda de la Nevera. Dins i fora del vell traçat, gairebé tots els edificis s'han renovat i molts rumbegen balcons."